# Nordbrücke (Wien)
Die Nordbrücke ist die nördlichste Wiener Brücke über die Donau (bei Stromkilometer 1932,6) und Bestandteil der Donauufer Autobahn A 22. Sie ist vierspurig und verbindet die Bezirke Brigittenau und Floridsdorf. In Floridsdorf ist sie angebunden an die A 22, die Prager Straße (B 3), Brünner Straße (B 7) und die Lundenburger Gasse (B 229). In der Brigittenau hat sie stadteinwärts über die Nussdorfer Brücke einen Anschluss zur Donaulände sowie einen zum Handelskai, stadtauswärts hat sie eine Verbindung Richtung Nussdorf, Kahlenbergerdorf sowie nach Klosterneuburg (B 14).

## Geschichte

### Nordwestbahnbrücke (Eisenbahn)

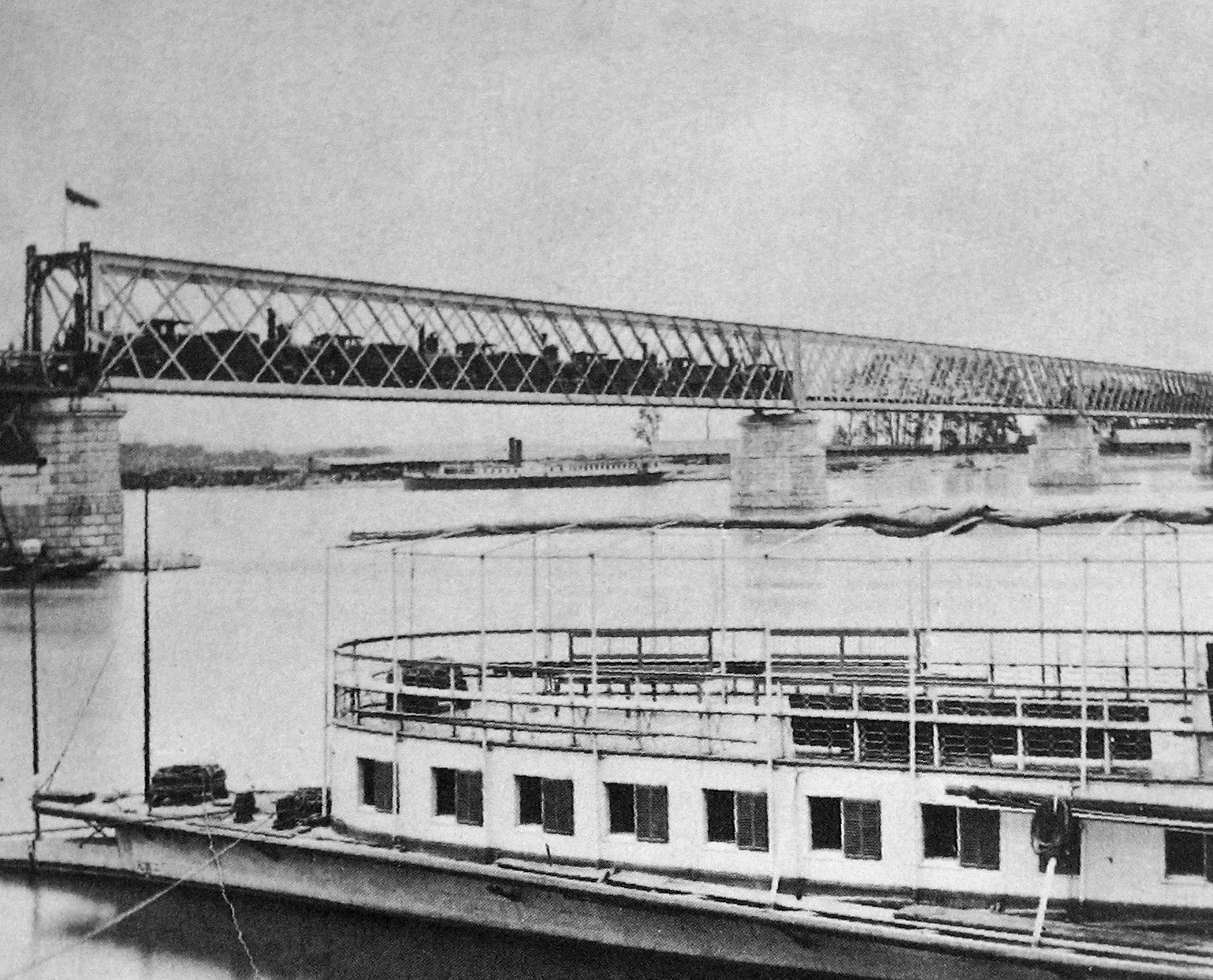
Nordwestbahnbrücke, Belastungsprobe, um 1871

Lage der Nordwestbahnbrücke mit der darauf verlaufenden Nordwestbahn von Wien Nordwestbahnhof nach Wien Jedlersdorf.

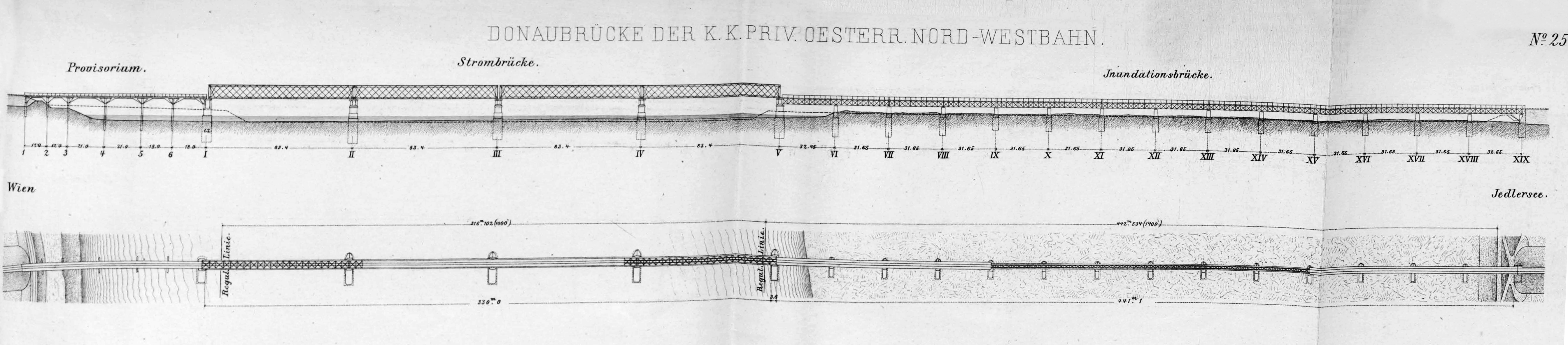
Nordwestbahnbrücke der k.k. priv. Oesterr. Nord-Westbahn über die Donau, Auf- und Grundriss, 1872

Der Bau der eingleisigen und 810 Meter langen Brücke der Nordwestbahn war abhängig von den endgültigen Plänen für die Regulierung der Donau. Errichtet wurde sie zwischen 1870 und 1872 nach Plänen von Baudirektor Wilhelm Hellwag und Oberinspektor Eduard Gerlich. Als Material diente belgisches Schweißeisen aus den Werken von Josse Coffin in Clabecq bei Brüssel und von de Lexhy bei Lüttich.
Die Strombrücke der Nordwestbahnbrücke wurde mit vier gleich großen Öffnungen von je 79,8 Metern und die Inundationsbrücke im Bereich des zukünftigen Überschwemmungsgebietes mit 14, ebenfalls gleich großen Öffnungen von je 29,65 Metern noch vor der Donauregulierung errichtet. Am rechten Donauufer im Bereich des heutigen Handelskais schloss als Provisorium eine Holzbrücke an. Diese wurde erst nach dem Abschluss der Regulierungsarbeiten und dem Feststehen der Uferlinie durch eine endgültige Eisenbrücke ersetzt.
Begonnen mit den Bauvorbereitungen wurde im Mai 1870, im August schließlich wurde mit den eigentlichen Bauarbeiten begonnen. Die Arbeiten am Fundament des ersten Pfeilers der Strombrücke begannen am 1. Oktober des gleichen Jahres unter Einsatz eines Caissons. Die Fundamente aller 19 Pfeiler der Inundationsbrücke wurden zwischen 10. Oktober 1870 und 9. November 1871 errichtet.
Am 23. August 1871 wurde mit dem Zusammenbau der Brückenkonstruktion der Strombrücke begonnen und am 10. Jänner 1872 abgeschlossen. Die Arbeiten an der Inundationsbrücke wurden am 27. Juni 1871 begonnen. Abgeschlossen wurden die Montagearbeiten am Tragwerk Mitte Februar 1872. Die Belastungsprobe unter Einsatz von je sechs Personen- und Güterzuglokomotiven mit je 61,95 und 60,05 Tonnen Gewicht pro Lok fand am 22. und 23. Mai 1872 statt. Am 1. Juni 1872 wurde die das Brückenbauwerk nutzende Teilstrecke Wien Nordwestbahnhof–Jedlesee für die Beförderung von Personen, Gepäck und Eilgut dem öffentlichen Verkehr übergeben, vier Wochen später, am 1. Juli, folgte die Freigabe des Güterverkehrs.
Ein Eisstoß nach Baubeginn war so stark, dass einer der Brückenpfeiler der eingleisigen Brücke so schwer beschädigt wurde, dass er neu errichtet werden musste. Ein weiteres Mal wurde die Brücke während eines Hochwassers am 11. Juli 1903 beschädigt. Ein bei Langenzersdorf verankertes Baggerschiff hatte sich losgerissen und wurde gegen die Brücke getrieben, die durch den Anprall beschädigt wurde, während das Baggerschiff oberhalb der Floridsdorfer Brücke sank. Nach einer ersten Kontrolle und einer Probefahrt wurde die Brücke zunächst für den Eisenbahnverkehr wieder freigegeben. Mit der Reparatur wurde die Brückenbau-Anstalt Albert Milde & Comp. beauftragt.
Ein Passus in der Konzessionsurkunde gab der Staatsverwaltung das Recht, von der k.k. privilegierten österreichischen Nordwestbahn im Falle wirtschaftlichen Erfolges den zweigleisigen Ausbau von Streckenteilen zu verlangen. 1895 wurde von diesem Recht Gebrauch gemacht, dem sich die Bahngesellschaft nach einem verlorenen Rechtsstreit auch beugte. Im Mai 1905 ordnete schließlich das Verkehrsministerium die Vorlage eines Projektes für den zweigleisigen Ausbau der Brücke an.
Um diese Forderung zu erfüllen, musste eine zweite Brücke, stromabwärts gelegen, parallel zur bestehenden Donauquerung errichtet werden. Dieser Brücke entsprach auch die räumliche Anordnung des Neubaues:
- Vorbrücke: 22,2 Meter lichte Weite, um die Bahnlinie am Handelskai zu überspannen.
- Kaibrücke: 79,8 Meter lichte Weite, um den Bahnhof Brigittenau der k.k. Staatsbahnen zu überqueren.
- Strombrücke: vier Öffnungen mit 79,62 Meter, 79,56 Meter, 79,65 Meter und 79,77 Meter lichter Weite
- Inundationsbrücke: 14 Öffnungen mit durchschnittlich 29,6 Meter lichter Weite über das damalige Überschwemmungsgebiet.

Erleichtert wurde der Bau der neuen Brücke durch den Umstand, dass bereits beim Bau der ersten Brücke die Fundamente der Brückenpfeiler groß genug dimensioniert wurden, um einen zweigleisigen Ausbau zu ermöglichen.
Im Juli 1906 wurde das Projekt der politischen Begehung und einer wasserrechtlichen Verhandlung unterzogen. Im Jahr 1907 wurde mit den Bauarbeiten begonnen, nachdem eine behördliche Verfügung Ende Jänner des Jahres die Fertigstellung der Brücke für spätestens Ende 1908 angeordnet hatte. Beauftragt mit der Errichtung der Pfeiler, deren Fertigstellung für den 31. Oktober 1907 vereinbart wurde, wurde die in Wien ansässige Baufirma Brüder Redlich und Berger.
Auf Wunsch der Stadt Wien wurde zusätzlich ein 864 Meter langer und 1,9 Meter breiter Fußgängersteg, der auch ein Wasserleitungsrohr und verschiedene Kabelleitungen trug, errichtet und mittels Konsolen an der stromabwärts gelegenen Seite der Brücke befestigt. Zugänglich war dieser elektrisch beleuchtete Steg über drei Stiegenanlagen. Die Pläne für die Brücke und den Steg wurden von der Direktion der österreichischen Nordwestbahn erstellt, jene für die Stiegenanlagen stammen vom Wiener Stadtbauamt. Die Kosten für den Fußgängersteg wurden von der Gemeinde Wien getragen.
Die Tragwerke der Brücke selbst wurden so wie die der bereits bestehenden Brücke aus Parallelfachwerksträgern gebildet. Das benötigte Material wurde von Werken in
- Witkowitz,
- Karlshütte,
- Trzynitz,
- Oderberg (Hahn),
- Assling,
- Donawitz,
- Zeltweg,
- Zöptau und
- Kladno geliefert,

während die Brückenbauwerkstätten
- Wittkowitz die Vorbrücke und das Stromfeld II,
- Teschen die Kaibrücke,
- Ig. Gridl das Stromfeld III,
- R. Ph. Waagner, A. Biró und J. Kurz das Stromfeld IV, das Stromfeld V und die Inundationsöffnungen 4 bis 7,
- Zöptau die Inundationsöffnungen 1 bis 3,
- die Böhmisch-Mährische Brückenbauanstalt die Inundationsöffnungen 8 bis 10 und
- Škoda Pilsen die Inundationsöffnungen 11 bis 14 errichteten.

Am 3. Jänner 1908 wurde mit der Montage der Vorbrücke auch mit den Stahlbauarbeiten an der neuen Eisenbahnbrücke begonnen. Die Arbeiten an der Inundationsbrücke folgten am 12. Februar und konnten am 8. Mai mit dem Abbau des letzten Gerüstes am 8. Mai 1908 beendet werden. Mit der Einschiebung einer Hilfsbrücke für die Errichtung der Strombrücke am 15. Juni wurden die Arbeiten an der Strombrücke aufgenommen. Vorschriften der zuständigen Behörden, verspätete Materiallieferungen und verschiedene Probleme verzögerten die termingerechte Fertigstellung der Strombrücke. Am 25. Jänner 1909 wurden am Feld III die letzten Gerüste entfernt.
Zwischen 3. und 11. März 1909 fanden die erstmalige Hauptprüfung und Erprobung der Brücke und des Fußgängersteges statt.
Rechtzeitig vor der Einführung des Sommerfahrplanes am 1. Mai 1909 wurde die neue Donaubrücke am 22. April 1909 dem Verkehr übergeben. Nach der Fertigstellung der Stiegenabgänge, der Legung der Wasserleitung und der Bedielung des Steges wurde am 24. November des Jahres auch der Fußgängersteg eröffnet.
Das ältere der beiden Gleise wurde 1924, nachdem die Personenabfertigung im Nordwestbahnhof eingestellt worden war, stillgelegt. 1930 wurde es, nachdem ein Schnellbahnprojekt nicht zustande gekommen war, abgetragen.
Die Heeres-Pionier-Brigade 127 der Wehrmacht sprengte am 9. April 1945 bei ihrem Rückzug aus Wien die Nordbrücke und die Nordwestbahnbrücke.
Die Nordbrücke war von den gesprengten Brücken am leichtesten wiederherzustellen; sie wurde am 25. August 1945 wieder in Betrieb genommen. Sie nahm auch den Verkehr der Nordbahn und der Franz-Josefs-Bahn auf. Befahren wurde sie vorsichtshalber nur mit einer maximalen Geschwindigkeit von 10 Kilometern pro Stunde. Deshalb beschlossen die österreichischen Bundesbahnen im Herbst 1949 eine Erneuerung der Tragwerke der betroffenen älteren Brücke. Abgeschlossen wurden diese Arbeiten im Mai 1950. Der Fußgängersteg wurde am 14. April 1951 von Vizebürgermeister Karl Honay wiedereröffnet.
Nach der Wiederinbetriebnahme der Nordbahnbrücke und der endgültigen Einstellung der Personenabfertigung am Nordwestbahnhof wurde der Betrieb auf der Nordwestbahnbrücke eingestellt.

### Nordbrücke (Straßenbrücke)

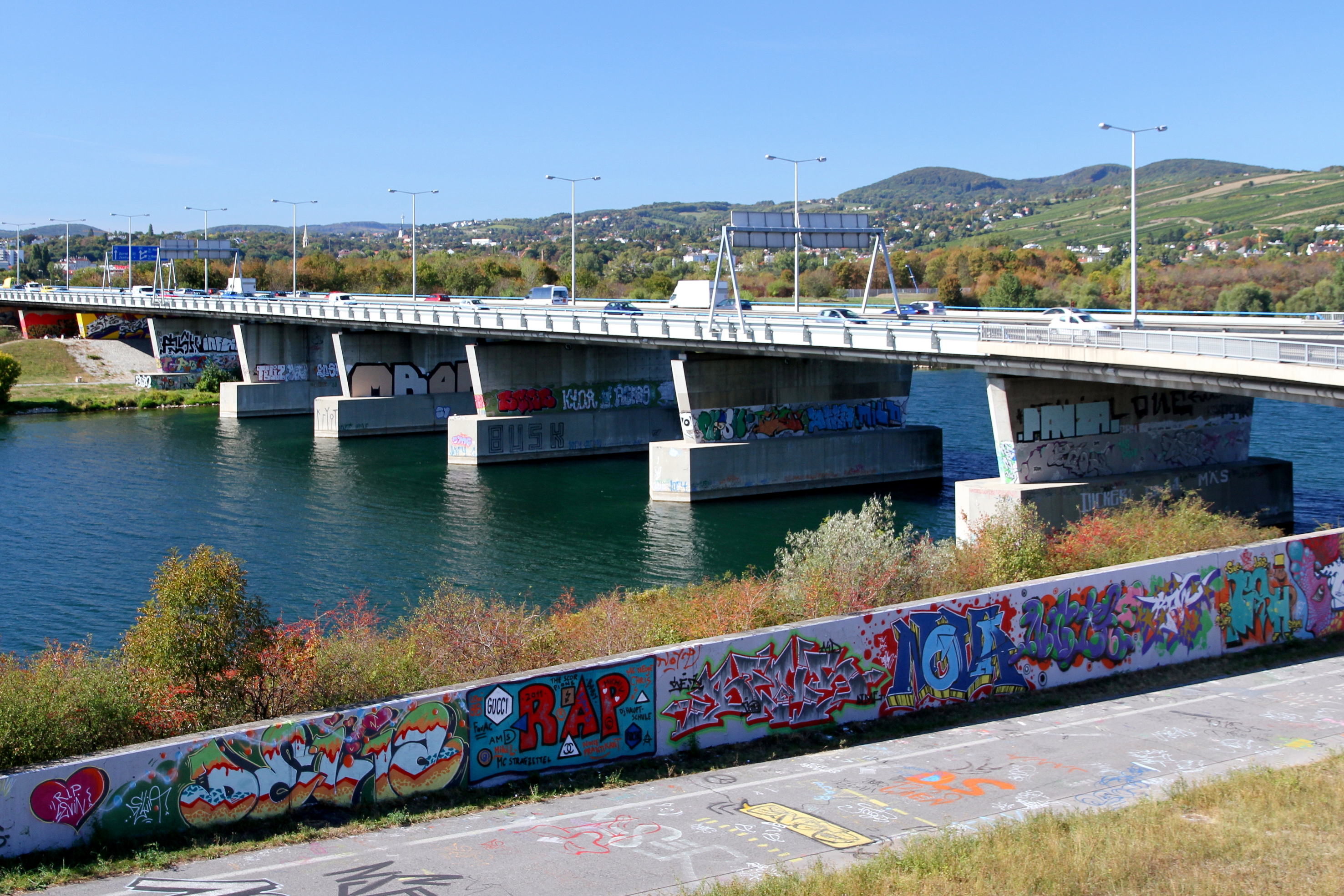
Die Wiener Nordbrücke mit zahlreichen Graffiti im Bereich der Neue Donau von der Floridsdorfer Seite aus gesehen

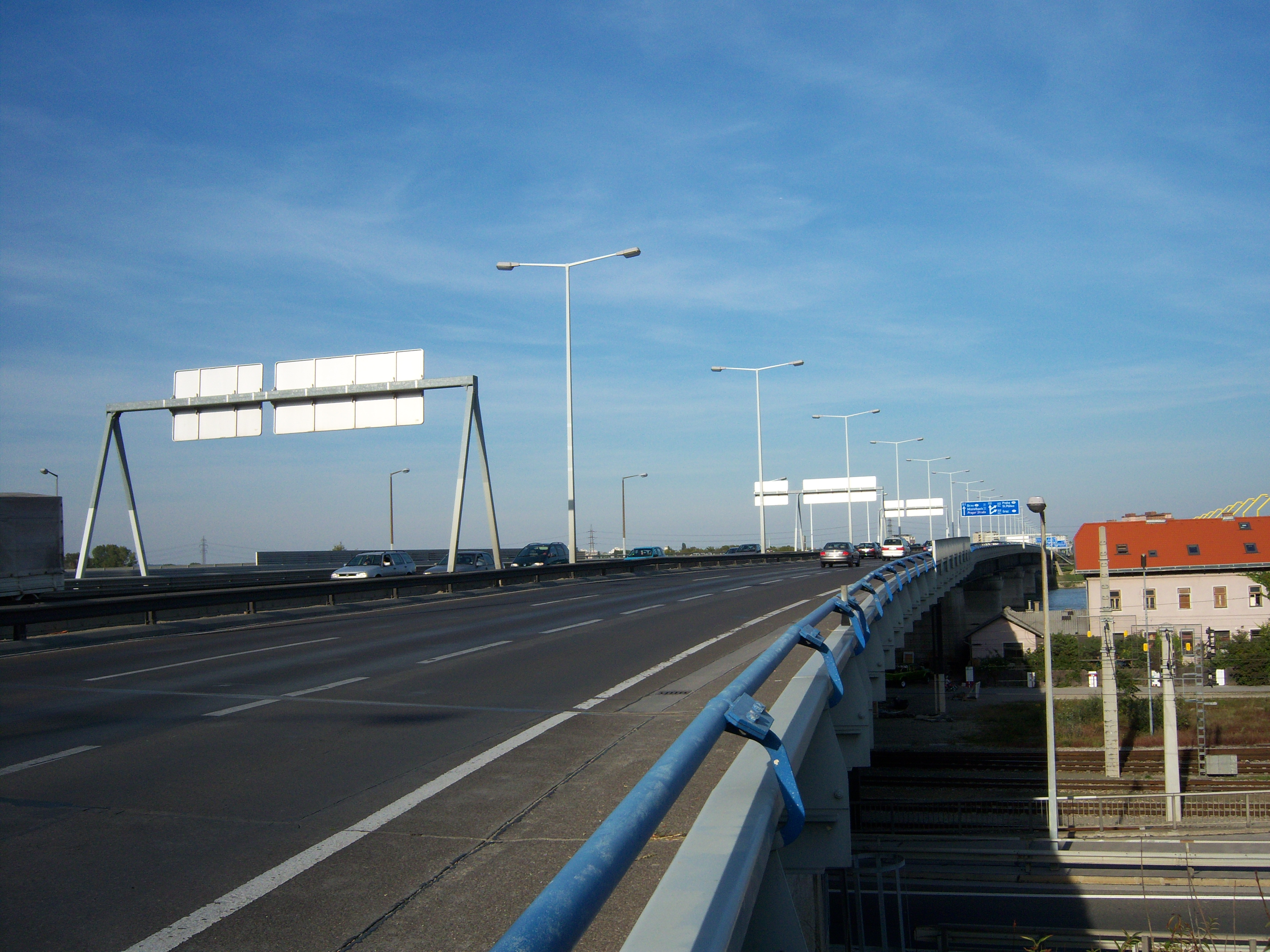
Beginn der Nordbrücke

In den Jahren 1962 bis 1964 wurde unter Verwendung der bestehenden Brückenpfeiler die Eisenbahnbrücke in eine 935 Meter lange Straßenbrücke mit einem Kostenaufwand von 140 Millionen Schilling (ungefähr 10.175.000 Euro) umgebaut, nachdem die Stadt Wien die nicht mehr genutzte Brücke und die stillgelegte Bahntrasse vom damaligen Bundesministerium für Verkehr und Elektrizitätswirtschaft erworben hatte.
Nach der Sanierung der Brückenpfeiler zwischen August 1961 und April 1962 wurde anschließend die eigentliche Strombrücke für Wien erstmals in der sogenannten Stahlverbundbauweise errichtet und vom rechten Ufer aus Richtung Floridsdorf eingeschoben. Diese Brücke war die erste sogenannte Deckbrücke – keine Konstruktionsteile oberhalb der Fahrbahn – in Wien.
Komplett neu errichtet werden mussten die Flutbrücke (Inundationsbrücke) über das Überschwemmungsgebiet im Bereich der heutigen Donauinsel und die Kaibrücke über den Handelskai und den Brigittenauer Bahnhof am rechten Donauufer.
Bauausführende Firmen waren
- Universale,
- Waagner-Biro
- VOEST und die
- Wiener Brückenbau AG.

Am 5. Februar 1964 erhielt die neue Brücke vom zuständigen Gemeinderatsausschuss den Namen „Nordbrücke“.
Auf Beschluss des österreichischen Nationalrats wurde das neue Verkehrsbauwerk zur Bundesstraße ernannt. Rechtswirksam wurde dieser Akt durch ein Bundesgesetz vom 23. Juni 1964.
Am 1. Dezember 1964 wurde unter Zuhilfenahme von 60 Lastkraftwagen (Gesamtgewicht 600 Tonnen) des Fuhrparks der Stadt Wien die Belastungsprobe durchgeführt. Die Eröffnung erfolgte am 19. Dezember 1964.
Zwischen 1995 und 1997 wurde die mit etwa 100.000 Fahrzeugen pro Tag zu den meistbefahrenen Straßenbrücken Mitteleuropas zählende Nordbrücke generalsaniert.
Um während dieser Arbeiten ein Verkehrschaos zu verhindern, wurde als Umleitungsstrecke der Nordsteg, heute Steinitzsteg, errichtet. Dieser dient seit Abschluss der Bauarbeiten als Geh- und Radweg. Im Gegenzug wurden die Gehwege auf der Nordbrücke entfernt.
Im November 2024 wurde bekannt, dass die Brücke von März 2027 bis Ende 2031 saniert und teilweise gesperrt werden soll.

### Rechtliche Wandlung
2002 wurden alle Bundesstraßen, ausgenommen Autobahnen und Schnellstraßen, vom Bund an die Länder übergeben. Die Nordbrücke inkl. dem anschließenden Autobahnzubringer zur Brünner Straße, welche bisher Teil der Donaukanal Bundesstraße B 227 war, verblieb jedoch in Bundesverwaltung. Die Strecke wurde Teilstück der Donauufer Autobahn A 22 und somit vignettenpflichtig. Dies stieß bei vielen Wiener Kraftfahrern auf Unverständnis, die sich als Opfer einer Geldbeschaffungsaktion wähnten. Sie argumentierten, sie wären aufgrund ihrer Arbeitsplatzsituation dazu gezwungen, die Nordbrücke zu passieren, würden ansonsten aber keinen Meter Autobahn fahren, wodurch ihnen unverhältnismäßig hohe Kosten entstünden. Der Gesetzgeber berief sich hingegen darauf, die Anpassung wäre notwendig gewesen, um Vorschriften der europäischen Wegekostenrichtlinie zu entsprechen. Diese existierte zu jener Zeit allerdings lediglich als – nicht rechtskräftiger – Entwurf.

## A22-Zubringer Nordbrücke

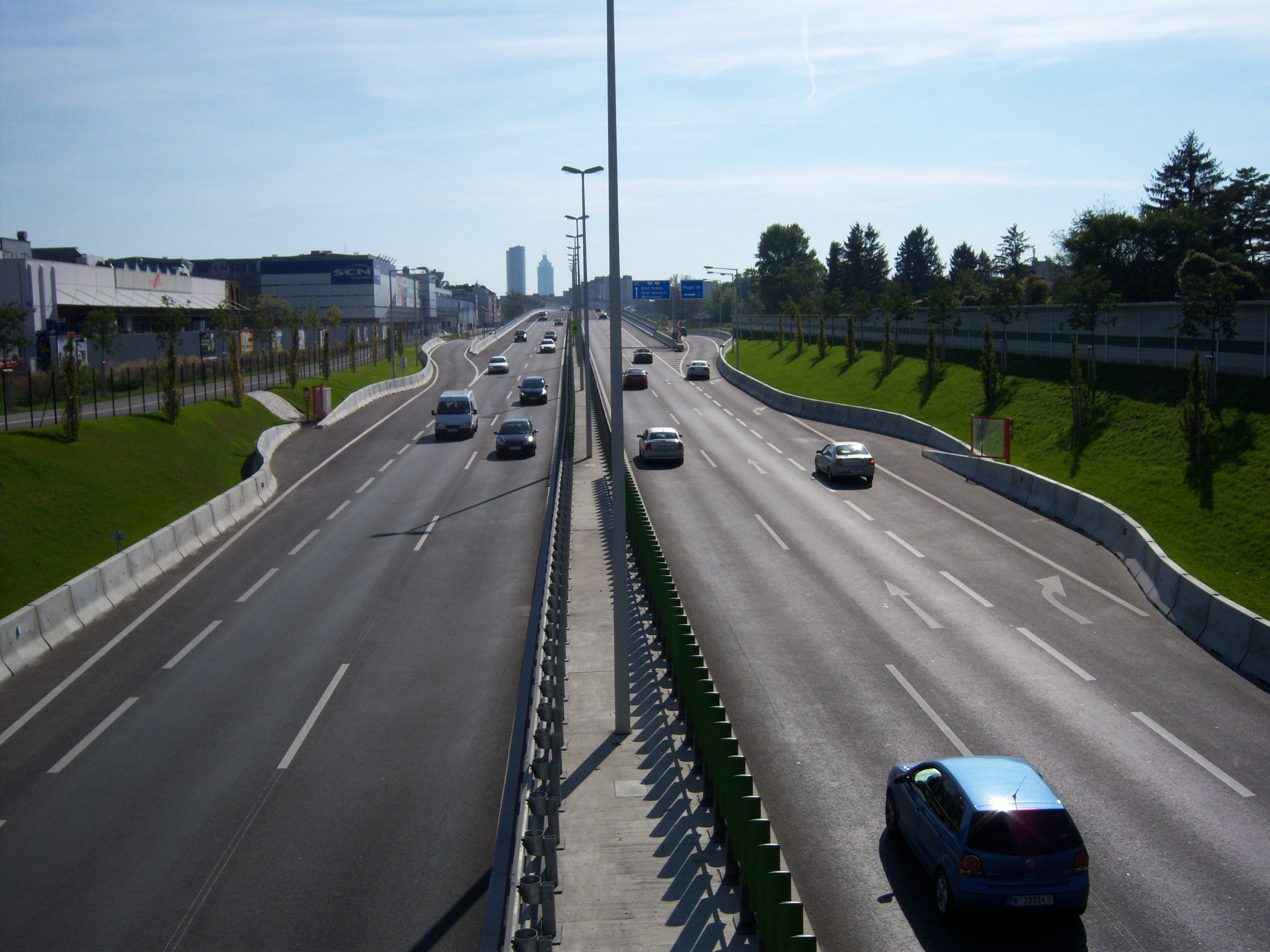
Die Verlängerung des A 22-Zubringers Nordbrücke

Die in Floridsdorf an die Nordbrücke anschließende Hochstraße wird meist ebenfalls als Nordbrücke bezeichnet. Da es an deren bisherigem Ende (Kreuzungsplateu B 3 / B 7) regelmäßig zu längerem Rückstau kam, erhoffte man sich durch eine Verlängerung um ca. 1 km und eine zusätzliche Einbindung in die B 7 (Brünner Straße) weiter nördlich (Kreuzungsplateu B 7 / B 229) eine Entflechtung und Entschärfung der Verkehrssituation. Die Bauarbeiten begannen nach längeren Vorplanungen im Dezember 2004, im September 2006 wurde die Verlängerung als Teilstück der A 22 eröffnet. Mit Inbetriebnahme der verlängerten Nordbrücke wurde auch eine neue Verbindung zwischen Brünner Straße und Prager Straße hergestellt und somit die Lücke in der B 3 Donau Straße geschlossen.